# Kanton Calais-Sud-Est
Calais-Sud-Est (Nederlands: Calais-Zuidoost) is een voormalig kanton van het Franse departement Pas-de-Calais. Het kanton maakte deel uit van het arrondissement Calais. In maart 2015 werd het kanton opgeheven.
Het kanton omvatte uitsluitend een deel van de gemeente Calais.